# Ulica Podzamcze w Krakowie
Ulica Podzamcze – ulica w Krakowie, w dzielnicy I Stare Miasto, na Starym Mieście. Łączy ulice Grodzką i Kanoniczą z ulicami F. Straszewskiego i Powiśle. Jest częścią I obwodnicy.
W pobliżu zbiegu ulic Podzamcze i Kanoniczej znajdowała się Brama Poboczna.

## Budynki
- ul. Podzamcze 1 – dawny dom kapitulny przy kościele św. Idziego, obecnie mieści się tu żłobek.
- ul. Podzamcze 8 – budynek Wyższego Seminarium Duchownego Archidiecezji Krakowskiej. Budynek projektował Gabriel Niewiadomski (1899).
- ul. Podzamcze 10 – Willa „Mały Wawel” neorenesansowy pałacyk z charakterystyczną narożną loggią, powstały ok. 1890 r. według projektu Tadeusza Stryjeńskiego i Władysława Ekielskiego. Nazwa skrytego pośród zieleni Plant budynku uzasadniona jest pewnym  podobieństwem niektórych fragmentów jego architektury do części zabudowań na Wawelu. Pojawienie się nowej willi na Plantach i w sąsiedztwie królewskiej rezydencji wywołało namiętne dyskusje wśród specjalistów i ogółu krakowian. Dom styka się bezpośrednio z drugą, powstałą również ok. 1890 r. willą, która usytuowana jest przy ul. Straszewskiego nr 1. Obie budowle tworzą zespół neorenesansowych willi, które niegdyś stanowiły własność Maurycego Straszewskiego (1848–1921), profesora Uniwersytetu Jagiellońskiego, filozofa i podróżnika. Po II wojnie światowej w pałacyku umieszczono przedszkole[1].

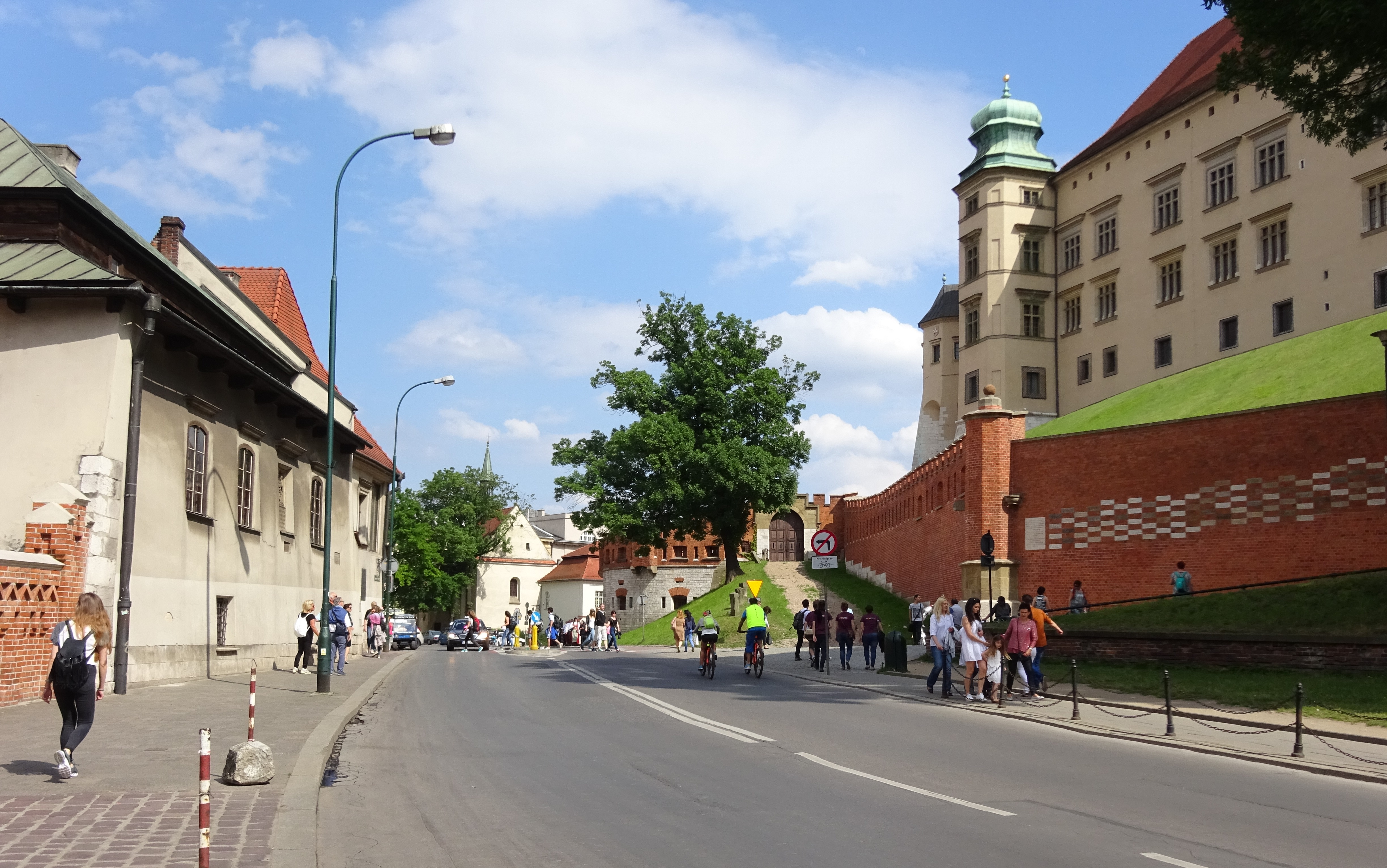
Widok ulicy w kierunku wschodnim. Po prawej widoczne Zamek Królewski na Wawelu i Wieża Zygmunta III Wazy.
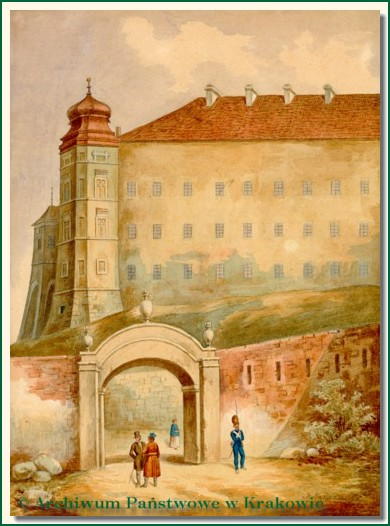
Dawna Brama Poboczna
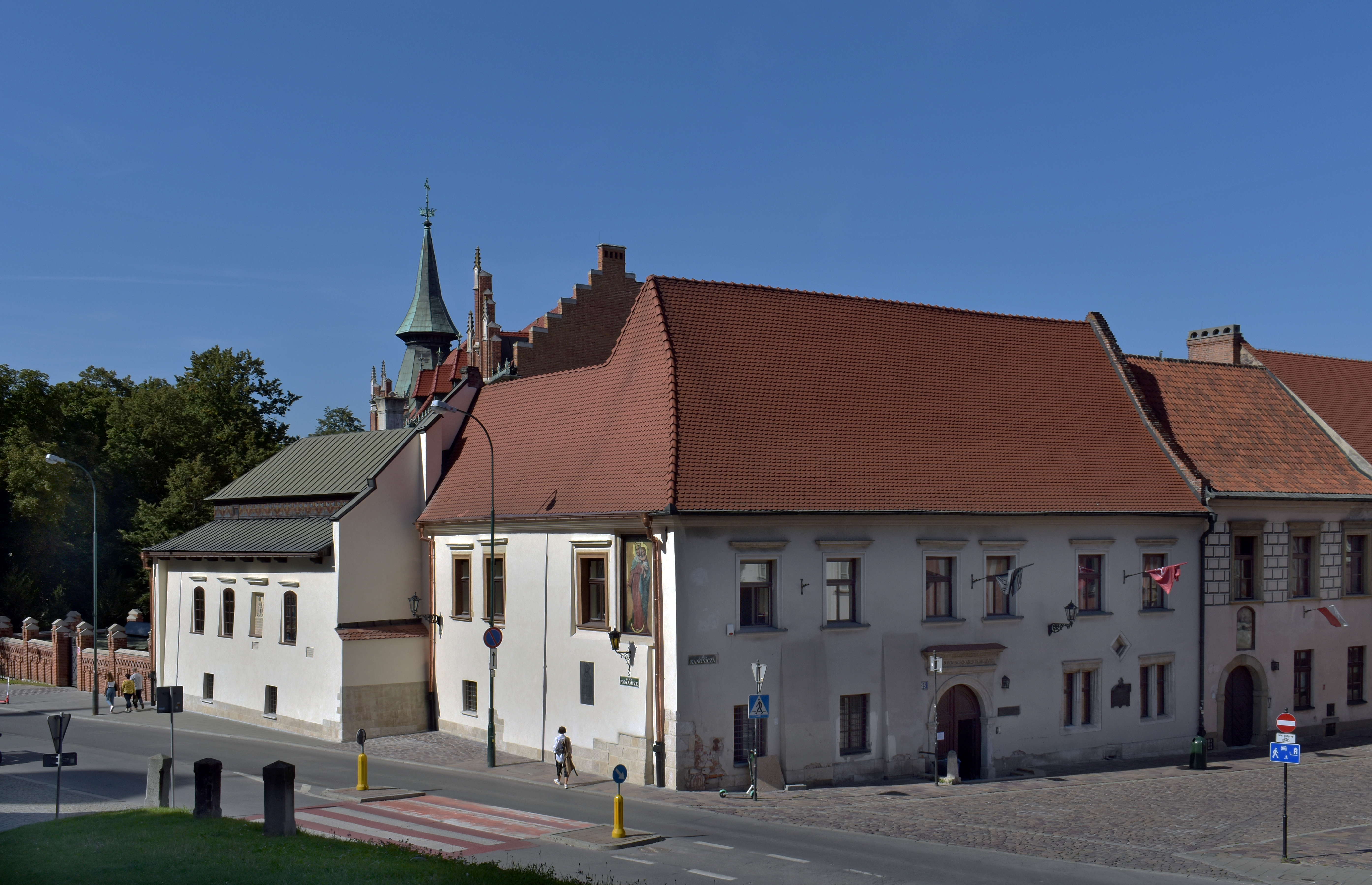
ul. Podzamcze 6 (ul. Kanonicza 25) Dom Długosza
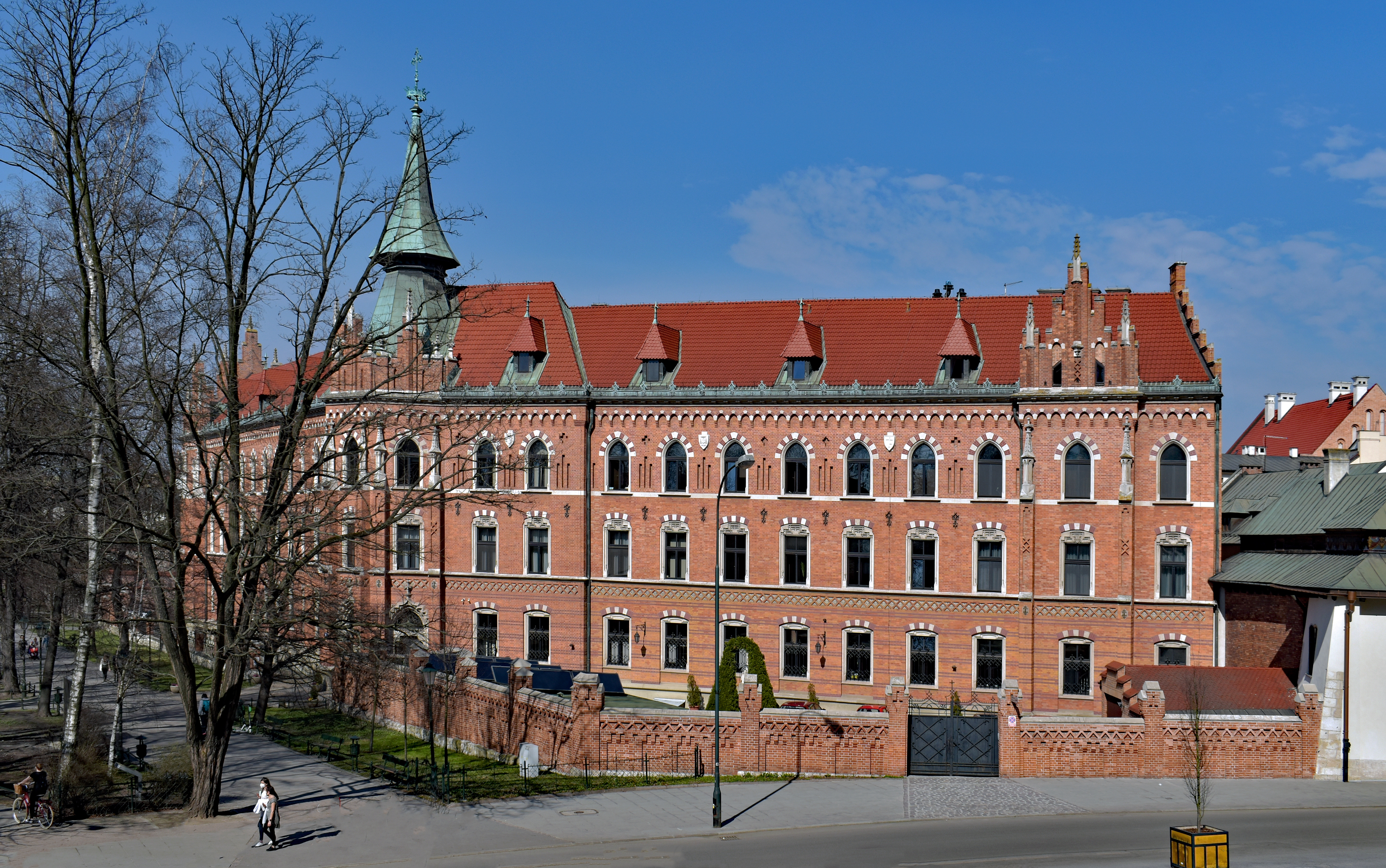
ul. Podzamcze 8 Wyższe Seminarium Duchowne Archidiecezji Krakowskiej
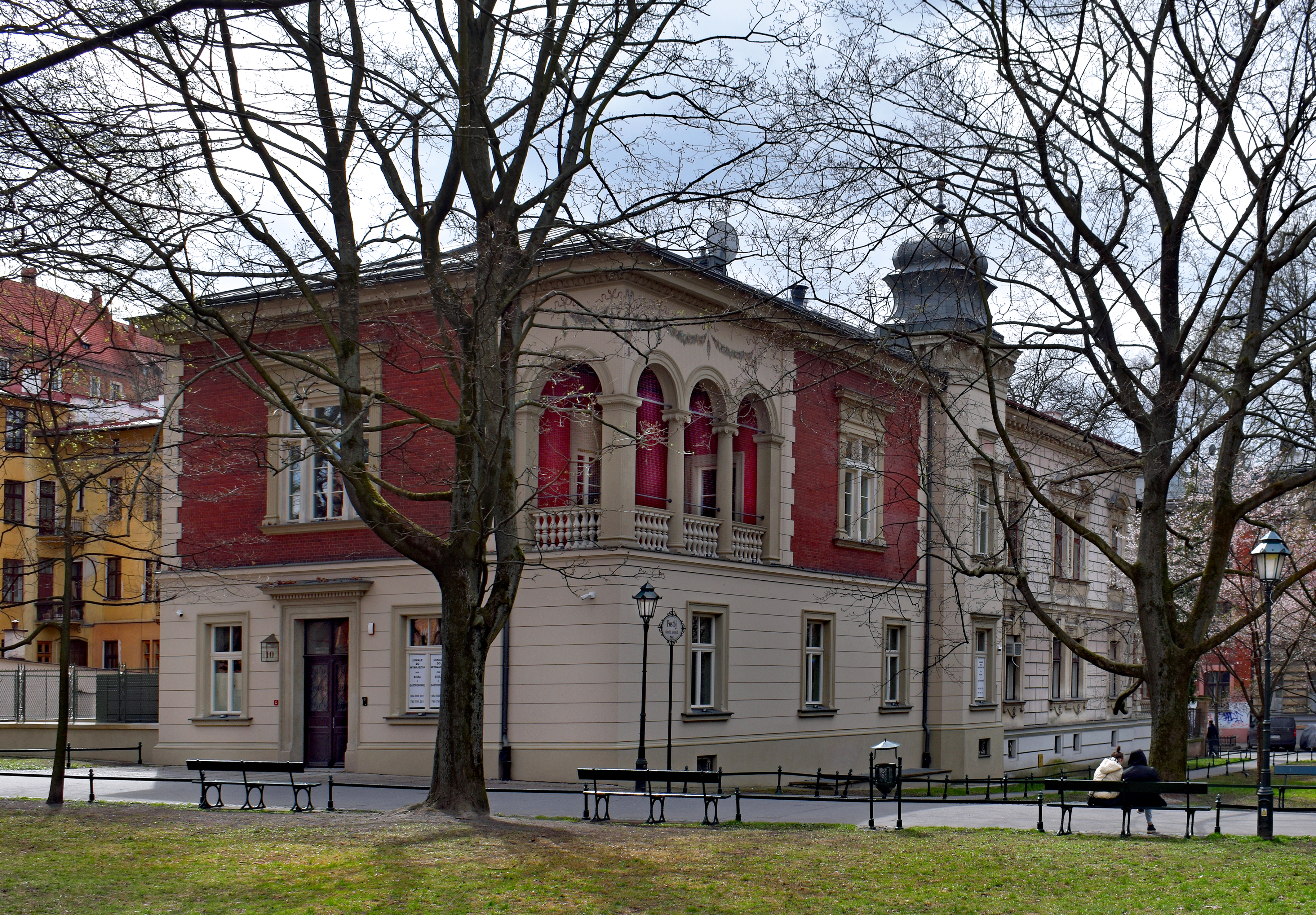
ul. Podzamcze 10 Willa Mały Wawel
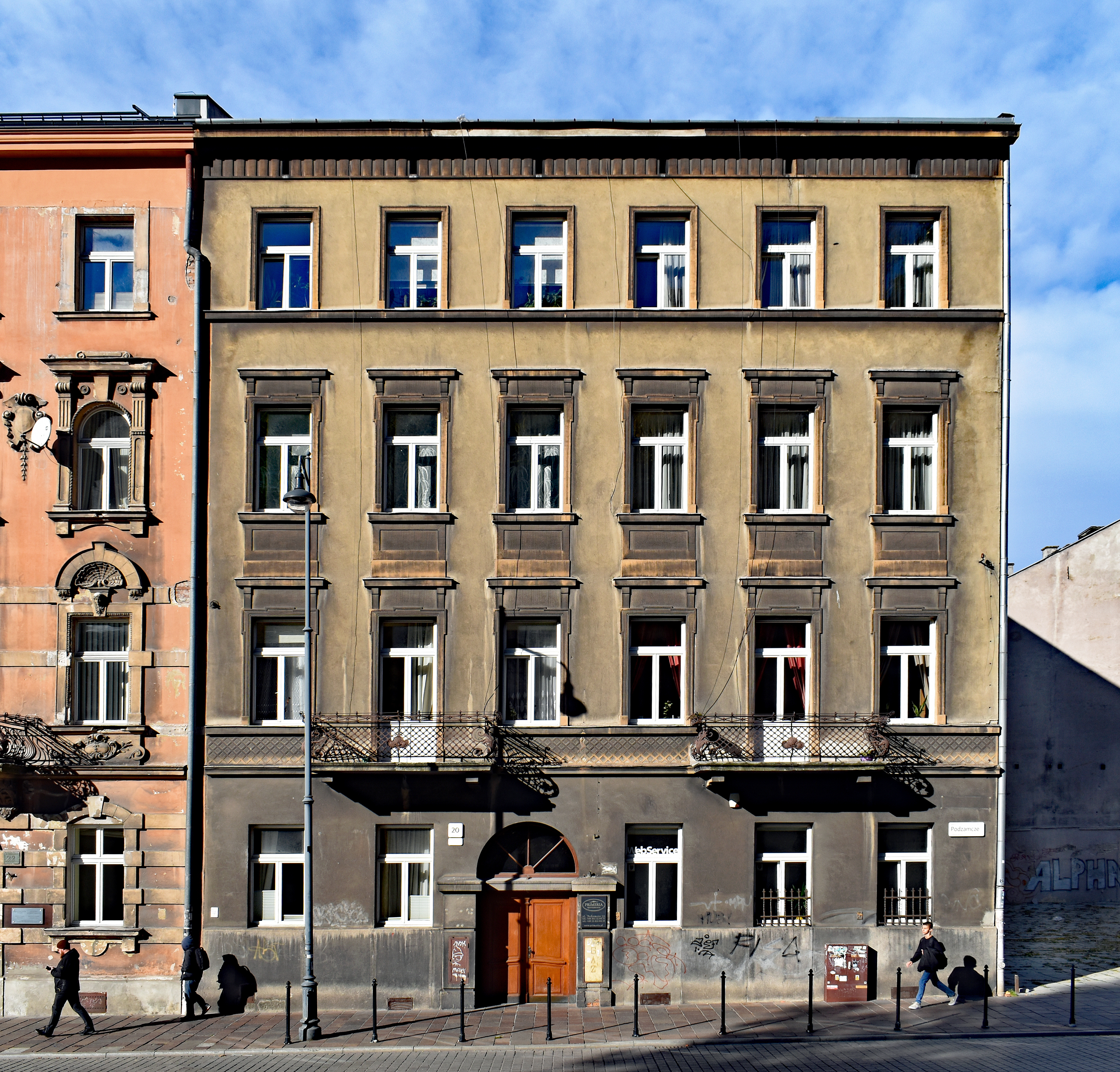
ul. Podzamcze 20 Kamienica, proj. Beniamin Torbe (1898)
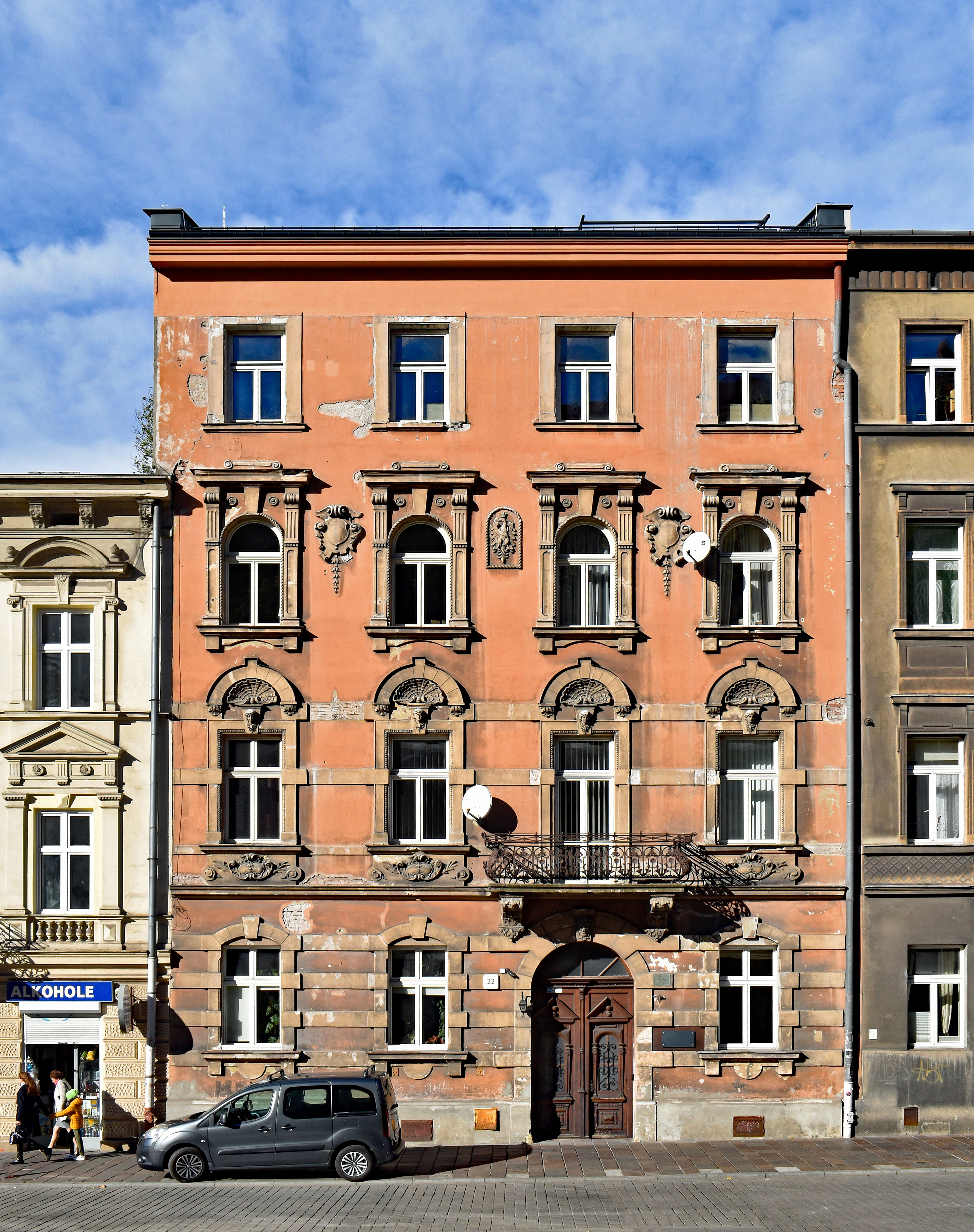
ul. Podzamcze 22 Kamienica, proj. Beniamin Torbe (1898)
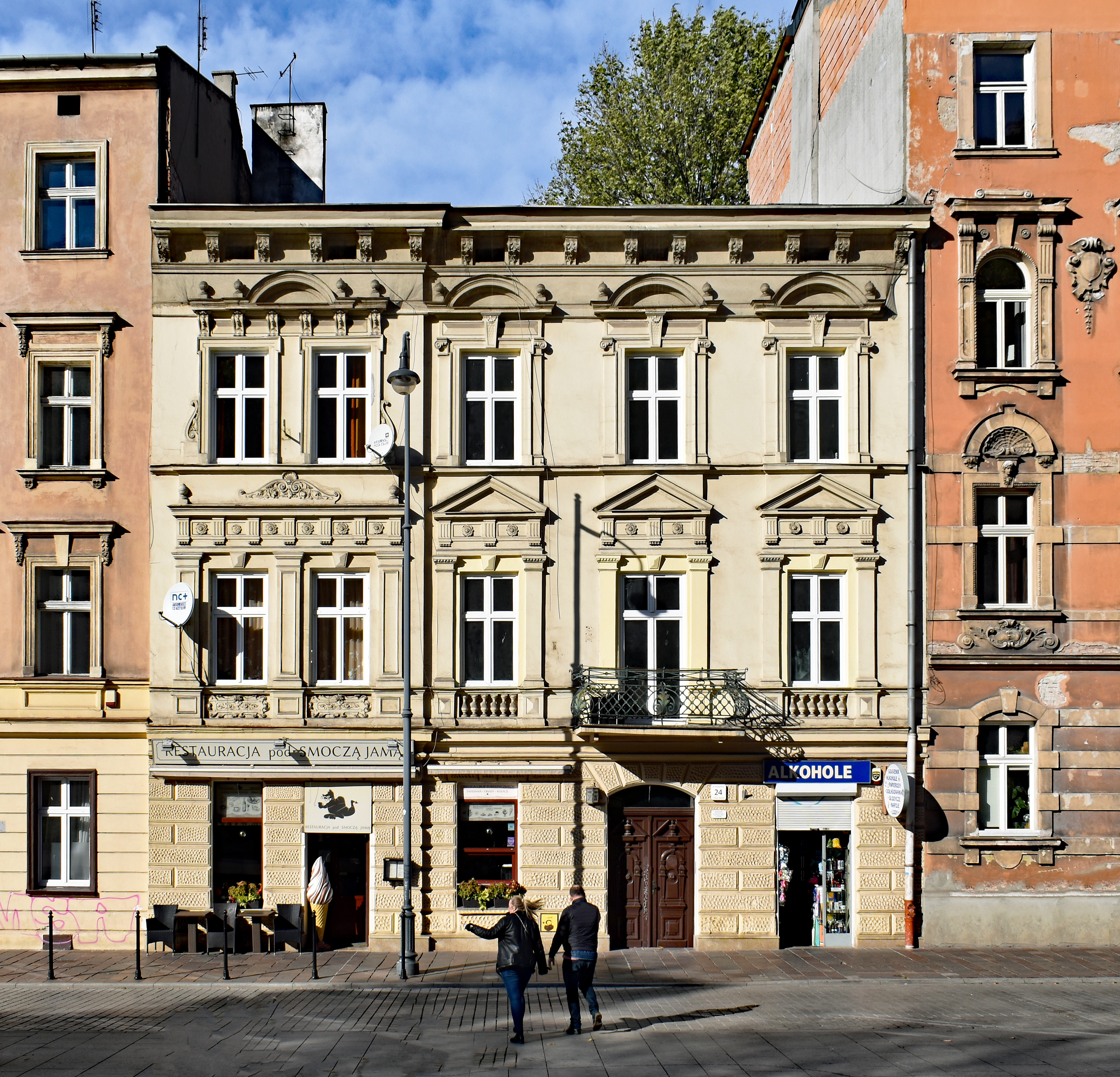
ul. Podzamcze 24 Kamienica, proj. Leopold Tlachna (1890)
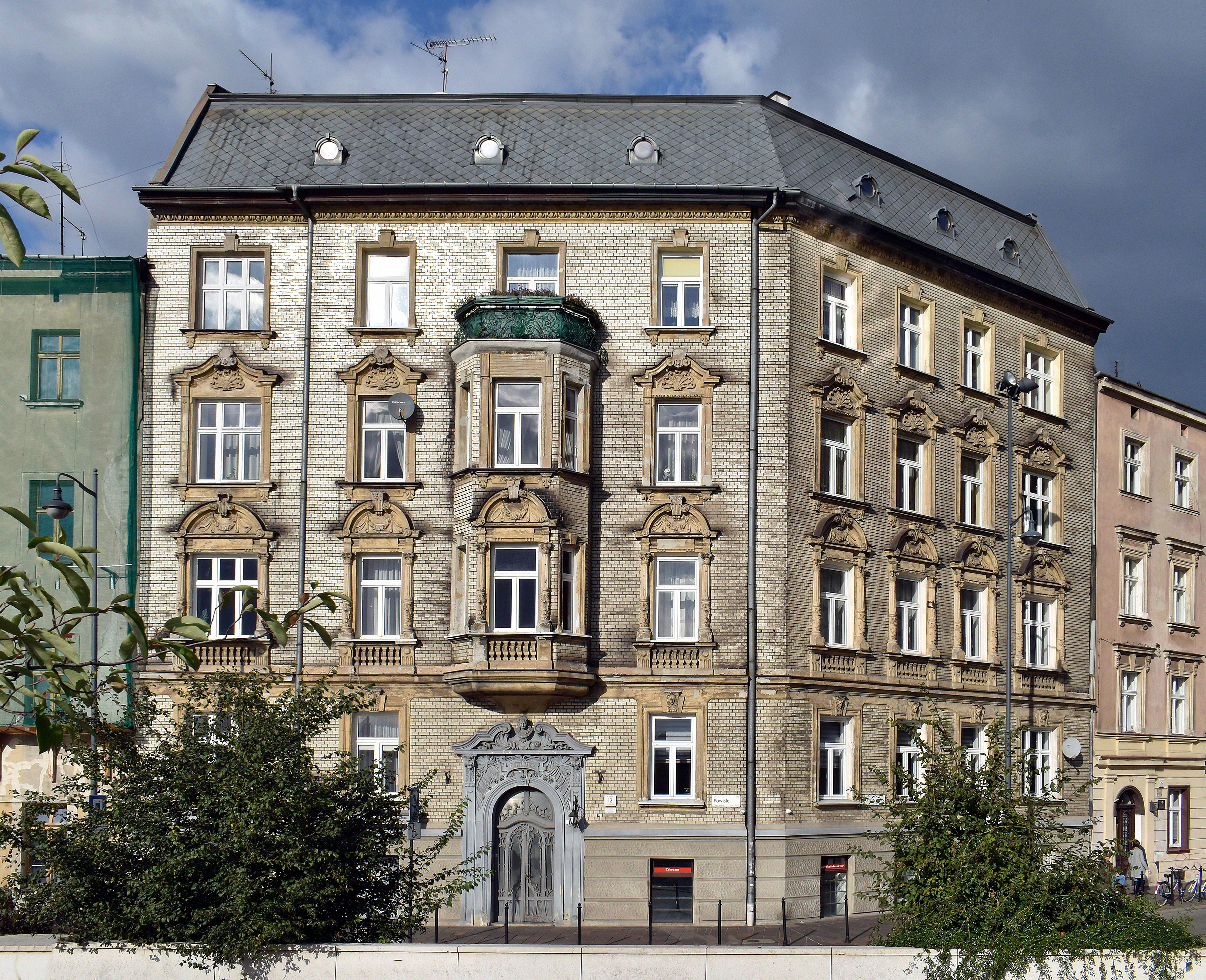
ul. Podzamcze 28 (ul. Powiśle 12) Kamienica, proj. Henryk Lamensdorf (1908)

## Źródła
- Praca zbiorowa Zabytki Architektury i budownictwa w Polsce. Kraków, Krajowy Ośrodek Badań i Dokumentacji Zabytków, Warszawa 2007, ISBN 978-83-9229-8-1
- Elżbieta Supranowicz Nazwy ulic Krakowa, Wydawnictwo Instytutu Języka Polskiego PAN, Kraków 1995, ISBN 83-85579-48-6
- Barbara Zbroja Leksykon architektów i budowniczych pochodzenia żydowskiego w Krakowie w latach 1868-1939, Wydawnictwo Wysoki Zamek, Kraków 2023, ISBN 978-83-966500-2-3
- Praca zbiorowa Encyklopedia Krakowa, wydawca Biblioteka Kraków i Muzeum Krakowa, Kraków 2023, ISBN 978-83-66253-46-9 t. II s. 228